# Hadar Hacarmel

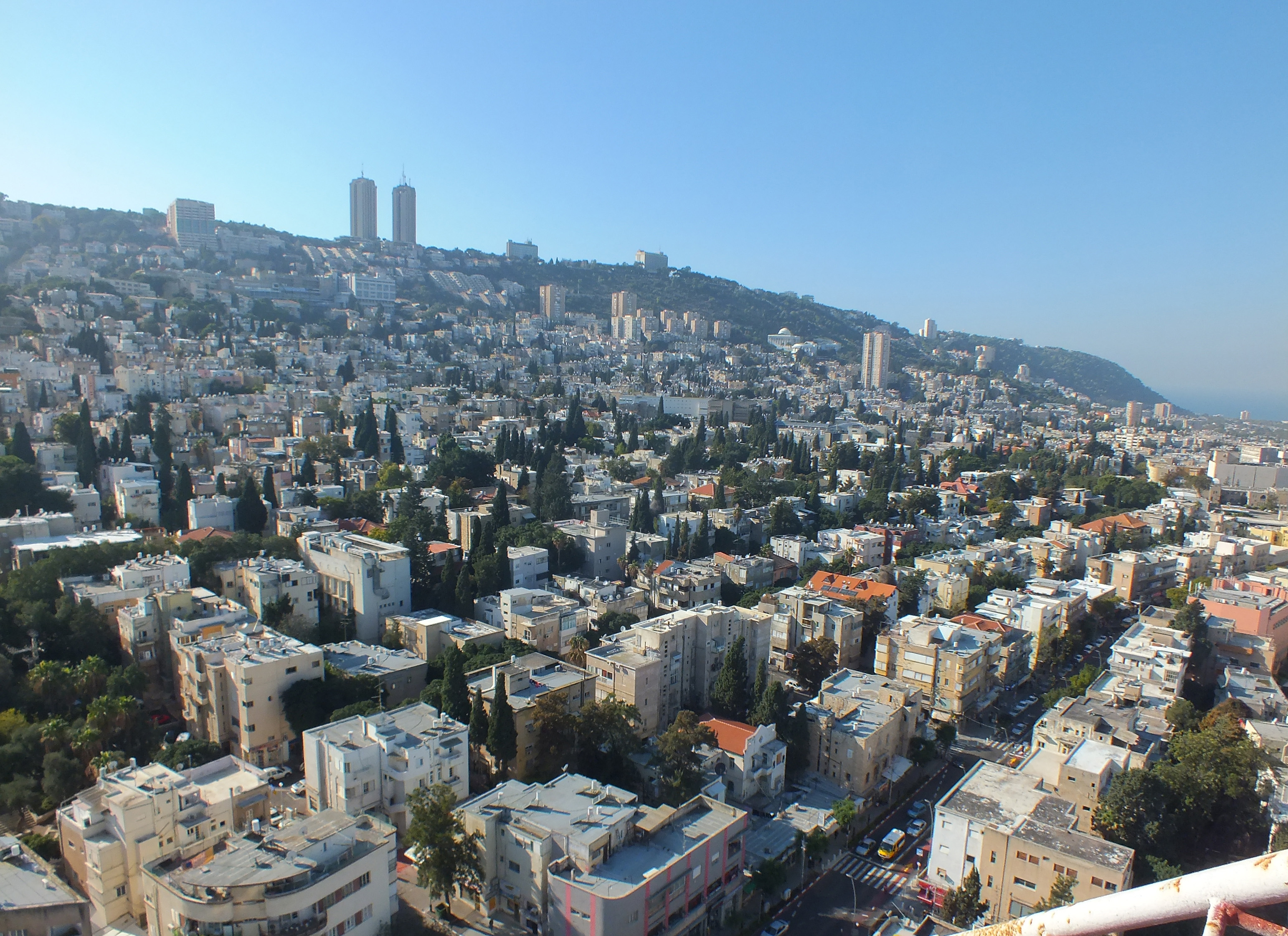
Hadar Hacarmel cu Strada Herzl traversând colțul de vest a fotografiei, în stânga se vede Parcul Binyamin

Hadar Hacarmel,numit pe scurt Hadar, (în ebraică:הדר הכרמל „Splendoarea Carmelului”, sau „Cinstea Carmelului”) este un cartier central de locuințe din orașul Haifa din Israel, unul din cartierele mai vechi ale localității.
Numele Hadar Hacarmel evocă o expresie întâlnită în cartea prorocului Isaiia, 35,2:
„Și va înflori și se va bucura pustiul Iordanului și mărirea Libanului se va da lui și cinstea Carmelului; și poporul meu va vedea slava Domnului, strălucirea Dumnezeului nostru”

Cartierul a fost întemeiat în anul 1922 ca un „oraș grădină” (Ir ganim) de către arhitectul evreu german Richard Kaufmann.
Inițial cartierul cuprindea străzile de la est de cartierul Herzliya, al cărui teren a fost cumpărat de evrei încă în anul 1907 și încă puțin la est de strada Balfour din zilele noastre. Apoi au fost clădite subcartiere, care s-au contopit în scurtă vreme, unele pierzându-și numele și identitatea în favoarea numelui global de Hadar Hacarmel. 
.    
În zilele noastre Hadar include toate aceste zone locative menționate aflate pe coasta de nord a muntelui Carmel, între orașul de sus (Carmel) și Orașul de jos (Ir tahtit) al Haifei. Cartierul privește spre portul Haifa și Golful Haifa
Suprafața cartierului este de 2,83 kmp, circa 4.4% din teritoriul aparținând orașului Haifa.
Orașul este locuit de 38,000 locuitori, dintre care 41% evrei născuți sau cu vechime în Israel, 35% evrei „noi imigranți”, veniți în ultimele decenii, și 24% arabi.
Mulți ani Hadar Hacarmel a fost inima comercială a Haifei (străzile Herzl și Halutz etc), fiind dotată cu o zona pietonală în strada Nordau, străzi decorate cu arbori de ficus bătrâni de zeci de ani, apartamente de calitate, magazine, cafenele,instituții publice și de învățământ.
În anii 1950-1960 a cunoscut o mare înflorire, fiind comparat cu cartierul Rehavia din Ierusalim.Aici au domiciliat, între altii, vestitul primarul al orașului, Abba Hushi, și actualul primar Yona Yahav, care s-a născut în cartier.
În anii 1970 a început o degradare a calității și a nivelului socio-economic al cartierului și totodată și o creștere a criminalității.  
În anii 2000 primăria și-a propus să reabiliteze cartierul prin îmbunătățirea securității locuitorilor, construcții, promovarea învățământului, atragerea studenților, a unor grupuri de studii religioase și kibuțuri urbane. În cartier se află cel mai mare kibuț urban din Israel, care numără 100 de membri.
Cartierul este deservit între altele de autobuze rapide de mari dimensiuni, numite „Metronit”.